# Фор-Кліфф (Пенсільванія)
Фор-Кліфф (англ. Ford Cliff) — місто (англ. borough) в США, в окрузі Армстронг штату Пенсільванія. Населення — 361 особа (2020).

## Географія
Фор-Кліфф розташований за координатами 40°45′39″ пн. ш. 79°32′9″ зх. д. / 40.76083° пн. ш. 79.53583° зх. д. (40.760813, -79.535765).  За даними Бюро перепису населення США в 2010 році місто мало площу 0,20 км², уся площа — суходіл.

## Демографія
Згідно з переписом 2010 року, у селищі мешкала 371 особа в 168 домогосподарствах у складі 111 родини. Густота населення становила 1885 осіб/км².  Було 180 помешкань (914/км²).
Расовий склад населення:
| - 96,5 % — білих - 1,9 % — азіатів - 0,8 % — чорних або афроамериканців |

До двох чи більше рас належало 0,8 %. Частка іспаномовних становила 0,5 % від усіх жителів.
За віковим діапазоном населення розподілялося таким чином: 17,5 % — особи молодші 18 років, 64,4 % — особи у віці 18—64 років, 18,1 % — особи у віці 65 років та старші. Медіана віку мешканця становила 45,3 року. На 100 осіб жіночої статі у селищі припадало 88,3 чоловіків;  на 100 жінок у віці від 18 років та старших — 91,2 чоловіків також старших 18 років.
Середній дохід на одне домашнє господарство  становив 54 056 доларів США (медіана — 48 125), а середній дохід на одну сім'ю — 64 702 долари (медіана — 63 472). Медіана доходів становила 42 292 долари для чоловіків та 29 583 долари для жінок. За межею бідності перебувало 12,2 % осіб, у тому числі 30,0 % дітей у віці до 18 років та 6,3 % осіб у віці 65 років та старших.
Цивільне працевлаштоване населення становило 229 осіб. Основні галузі зайнятості: освіта, охорона здоров'я та соціальна допомога — 27,5 %, виробництво — 21,4 %, мистецтво, розваги та відпочинок — 9,2 %, будівництво — 9,2 %.